# Иодоконт

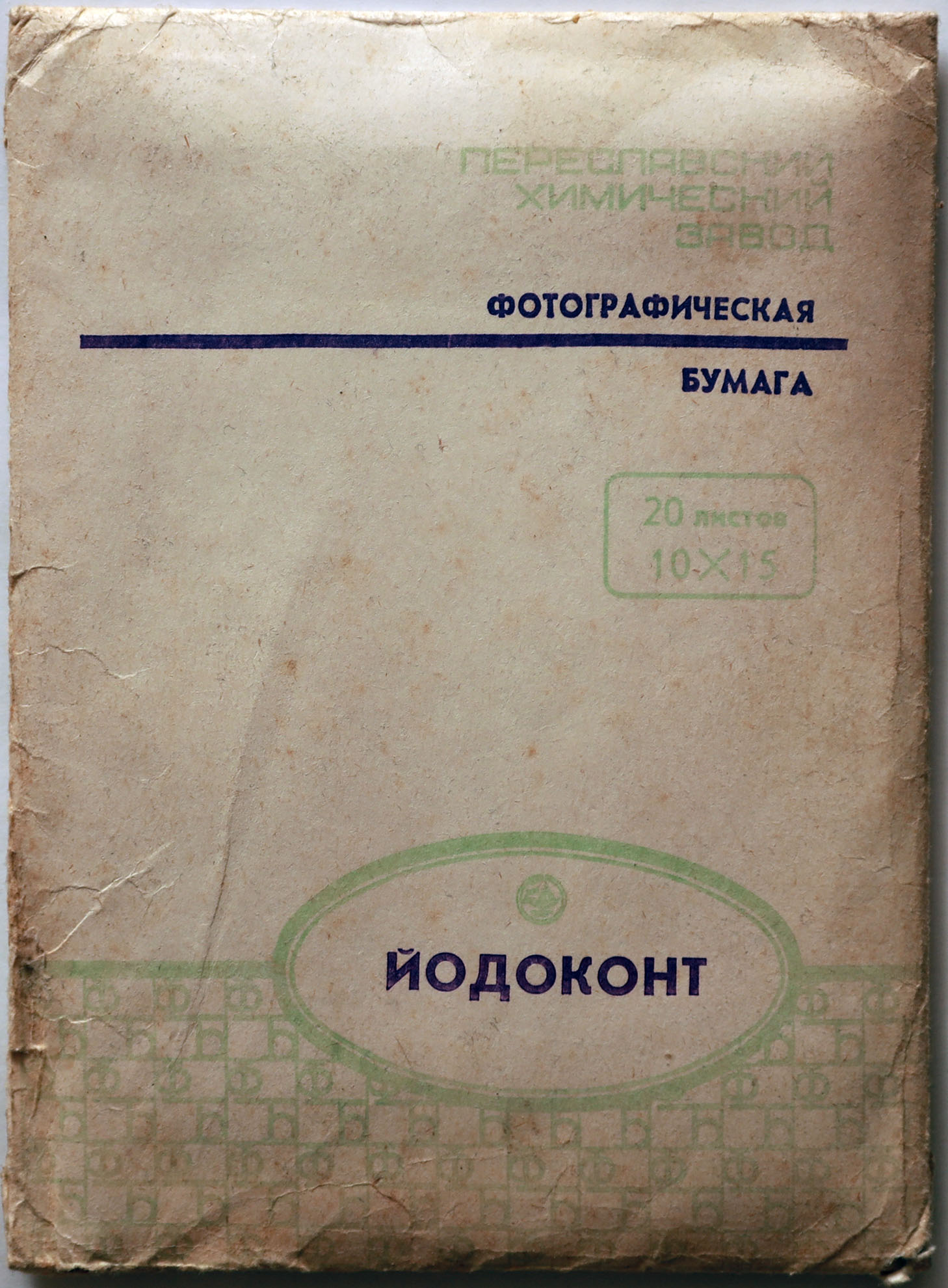
Фотобумага иодоконт, выпущённая в 1982 году на Переславском химическом заводе

Иодоко́нт (йодоконт) — иодохлоробромосеребряная фотобумага, производившаяся в СССР и предназначавшаяся для художественной фотографии. Относится к самотонирующимся фотобумагам и при стандартной обработке даёт изображение зелёного цвета, тоном и насыщенностью которого можно управлять путем изменения длительности экспозиции, а также временем и температурой проявления. Выпуск был прекращён в 1990-е годы.

## Свойства
Бумага предназначена, в основном, для контактной печати из-за низкой чувствительности, однако, возможна и печать в фотоувеличителях с мощным источником света. Выпускалась двух степеней контрастности: мягкая и полумягкая, на двух подложках: бумага и картон. Поверхность могла быть глянцевой, матовой и тиснёной. Имела хорошую разрешающую способность.
Несмотря на то, что иодоконт не выпускался с нормальной и более высокими контрастностями, его эмульсия имела большую гибкость, что позволяло получать отпечатки не только с нормальных, но и с контрастных, а также с очень прозрачных негативов. Регулировалось это подбором экспозиции и условий обработки — разбавлением раствора проявителя, выбором температуры и времени проявления, что нехарактерно для фотобумаг других сортов, имеющих очень ограниченные возможности управления контрастом.

## Применение
Использовалась в художественной фотографии, для пейзажных отпечатков с преобладанием большого количества зелени или водных пространств.

## Обработка
Рекомендованная обработка производилась в стандартном проявителе № 1, однако А. В. Шеклеин рекомендовал применять проявитель Forte FD-6, который изначально был предназначен для обработки другой иодохлоробромосеребряной бумаги венгерского производителя — Forte Verdita.